# Ракетные катера типа «Хёук»
Ракетные катера класса «Хёук» (норв. Hauk-classen) — серия норвежских ракетных катеров 1970-х годов. Заказ на производство серии был передан норвежским верфям 12 июня 1975 года, и 14 катеров этого класса были приняты на вооружение в 1977—1980 годах. За время своей службы катера неоднократно модернизировались и на 2007 год, всё ещё в полном составе состоят на вооружении ВМС Норвегии. Впрочем, с 1999 года норвежский флот пополнился новой серией ракетных катеров — «Скьольд».

## Представители
| Название     | Номер | Вступление в строй |
| ------------ | ----- | ------------------ |
| Хёук Hauk    | P 986 | 17 августа 1977    |
| Эрн Ørn      | P 987 | 19 января 1979     |
| Терне Terne  | P 988 | 13 марта 1979      |
| Тьельд Tjeld | P 989 | 25 мая 1979        |
| Скарв Skarv  | P 990 | 17 июля 1979       |
| Тейст Teist  | P 991 | 11 сентября 1979   |
| Ю Jo         | P 992 | 1 ноября 1979      |
| Лум Lom      | P 993 | 15 января 1980     |
| Стегг Stegg  | P 994 | 18 марта 1980      |
| Фальк Falk   | P 995 | 30 апреля 1980     |
| Равн Ravn    | P 996 | 20 мая 1980        |
| Грибб Gribb  | P 997 | 10 июля 1980       |
| Гейр Geir    | P 998 | 16 сентября 1980   |
| Эрле Erle    | P 999 | 10 декабря 1980    |